# Ernst Sachs (Unternehmer)

Ernst Sachs mit Hochrad

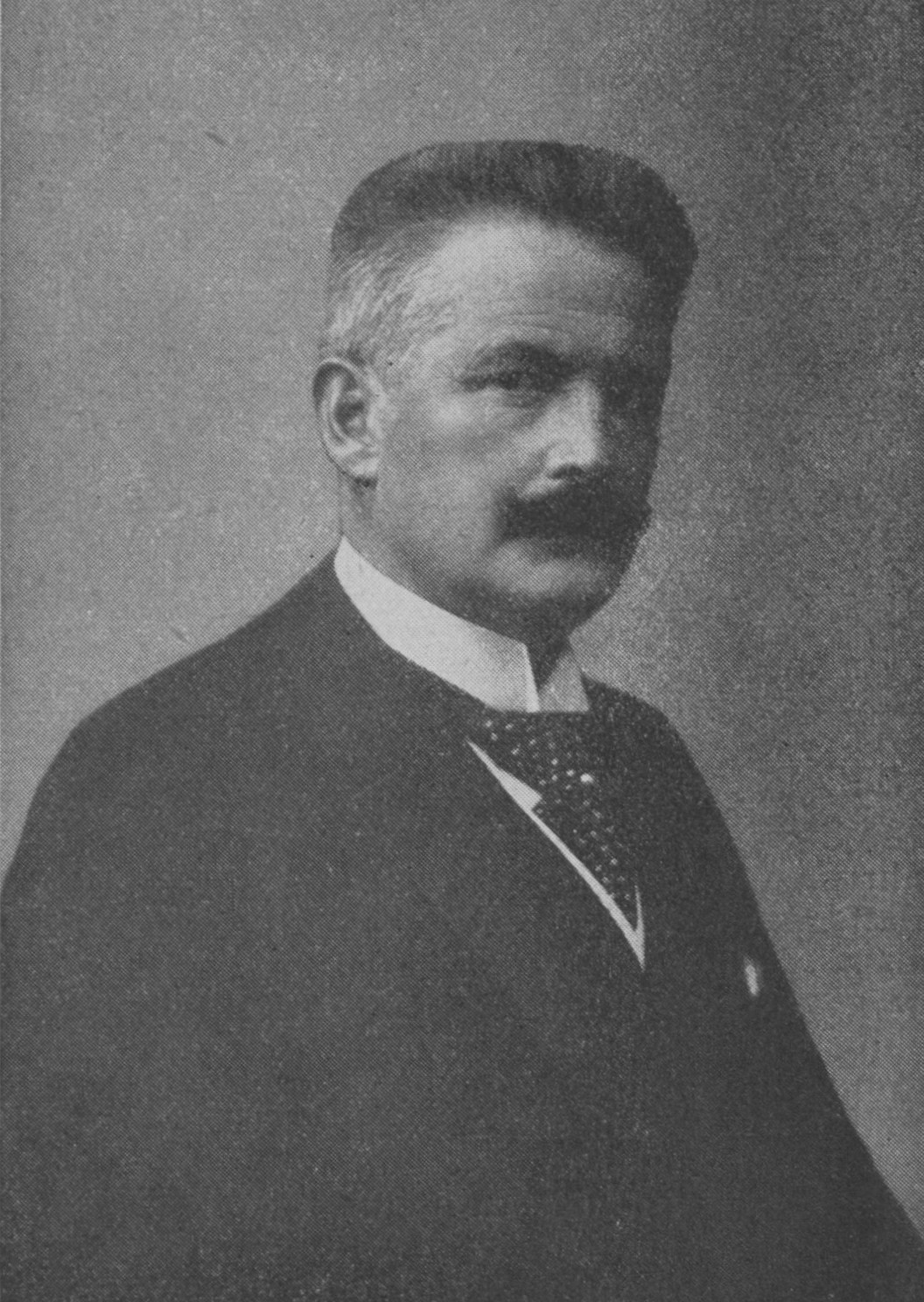
Ernst Sachs (um 1927)

Ernst Sachs (* 22. November 1867 in Konstanz-Petershausen; † 2. Juli 1932 in Schweinfurt) war ein deutscher Industrieller, Geheimer Kommerzienrat, Dr.-Ing. h. c., Ehrenbürger von Schweinfurt und Innovator der Freilaufnabe mit Rücktrittbremse am Fahrrad. 

## Leben
Ernst Sachs ist in Plochingen aufgewachsen, wo sein Vater Josef Sachs (1834–1898) Betriebsleiter in der Holzwerkzeugfabrik von Wilhelm Braun war. Nach einer Lehre als Werkzeugmacher in Stuttgart, Schwenningen und Esslingen (Firma Boley) war Sachs zunächst als Feinmechaniker in Frankfurt am Main tätig, wo er u. a. die Brüder Opel aus Rüsselsheim kennenlernte. Er kam schließlich nach Schweinfurt und heiratete die Tochter von Wilhelm Höpflinger, dem Mitbegründer der Schweinfurter Wälzlager-Industrie.
1894 meldete Sachs sein erstes Fahrradnaben-Patent an, ein Jahr später gründete er gemeinsam mit dem Kaufmann Karl Fichtel als Finanzier die „Schweinfurter Präcisions-Kugellager-Werke Fichtel & Sachs“. Ihm gelangen zahlreiche entscheidende Weiterentwicklungen auf dem Gebiet der Fahrradnaben und der Wälzlager („Sachs-Lager“). Die 1903 von Sachs zum Patent angemeldete 'Torpedo-Freilaufnabe' war die Erfindung des angestellten Konstrukteurs Johann Modler und revolutionierte das Fahrradfahren und sicherte der Firma für Jahrzehnte einen Verkaufsschlager. Nach dem Tod des Mitbegründers Karl Fichtel 1911 lagen alle unternehmerischen Entscheidungen bei ihm. Noch vor dem Ersten Weltkrieg errichtete man Zweigwerke in Tschirnitz a. d. Eger und Lancaster (Pennsylvania, USA). Die Umstellung auf Rüstungsproduktion bescherte bis 1918 traumhafte Gewinne. Auf einem ersten Höhepunkt angelangt, hatte die Firma damals 8000 Beschäftigte.
Während der Weimarer Republik stand er politisch der DVP nahe. In seiner Firma herrschte er als unumstrittener Patriarch. Als die deutschen Wälzlager-Produzenten Ende der 1920er Jahre dem Druck des schwedischen SKF-Konzerns nichts mehr entgegenzusetzen hatten, verkaufte er die Wälzlager-Abteilung seiner Firma 1929 an die neu gegründeten Vereinigten Kugellagerfabriken AG und wurde dort selbst Aufsichtsratsvorsitzender. Bei Fichtel & Sachs zahlte er mit dem Erlös aus dem Wälzlager-Verkauf die Fichtel-Erben aus und investierte in neue Entwicklungen (Sachs-Motor, Kupplungen, Stoßdämpfer). Mit diesen zukunftsfähigen Produkten positionierte er die Fichtel & Sachs AG noch deutlicher als Automobilzulieferer, erlebte die stürmische Aufwärtsentwicklung der 1930er Jahre aber nicht mehr selbst. Mitten in der Weltwirtschaftskrise starb er 1932 nach kurzer Krankheit im Alter von 64 Jahren an Leukämie. Seine Beerdigung kam einem Staatsbegräbnis gleich. Tausende säumten die Straßen Schweinfurts, als der Leichnam auf einem vierspännigen Wagen zum Hauptfriedhof gezogen wurde, wo ihm sein Sohn Willy Sachs ein monumentales Grabmal errichten ließ.
Unter mehreren von ihm finanzierten sozialen Einrichtungen ragt die Stiftung eines Schwimmbades heraus. Das damals wegen seiner modernen Architektur viel gelobte Ernst-Sachs-Bad in Schweinfurt wurde 1931–33 von Roderich Fick erbaut. Es ermöglichte den Arbeitern, die in ihren Wohnungen kaum über Badezimmer verfügten, neben sportlicher Betätigung auch eine in jener Zeit für breite Schichten keineswegs selbstverständliche Körperhygiene.
1912 kaufte er als Jagdsitz das Gut Rechenau bei Oberaudorf/Oberbayern, das sich bis heute im Besitz der Familie befindet. Zur selben Zeit errichtete Geheimrat Sachs in Oberaudorf eine Villa, die noch heute den Namen Sachs trägt. Mitten im Ersten Weltkrieg erwarb er im Dezember 1915 Schloss Mainberg vor den Toren Schweinfurts und ließ es zur repräsentativen Industriellenresidenz umbauen. Die zahllosen rauschenden Feste der Familie Sachs sind bis heute legendär. Der Wunsch, auf Schloss Mainberg eine Dynastie zu etablieren, äußerte sich in der Heirat seines einzigen Sohnes Willy Sachs mit Elinor von Opel, der Tochter seines Jugendfreundes Wilhelm von Opel. Das Familienwappen der Sachs, eine weiße Lilie, ist noch heute an einer Saalwand im Schlossinneren zu finden. 1925 erwarb er die ehemalige, ebenfalls nach ihm benannte, Villa Sachs in Friedrichshafen.
Ernst Sachs gehörte zu den wenigen genialen Innovatoren, die ihr Produkt auch zu verkaufen wussten. Zugleich besaß er, wie die Weichenstellungen der Jahre nach 1929 zeigen, enormen strategischen Weitblick. Inmitten der Weltwirtschaftskrise hinterließ er seinem Sohn Willy Sachs eine mit nur noch 3000 Beschäftigten zwar erheblich geschrumpfte, aber zukunftsfähige Fichtel & Sachs AG. Aus einfachsten Verhältnissen stammend, zählte er um 1930 zu den führenden deutschen Industriellen. U. a. war er Mitglied im Vorstand des Reichsverbandes der Automobilindustrie.

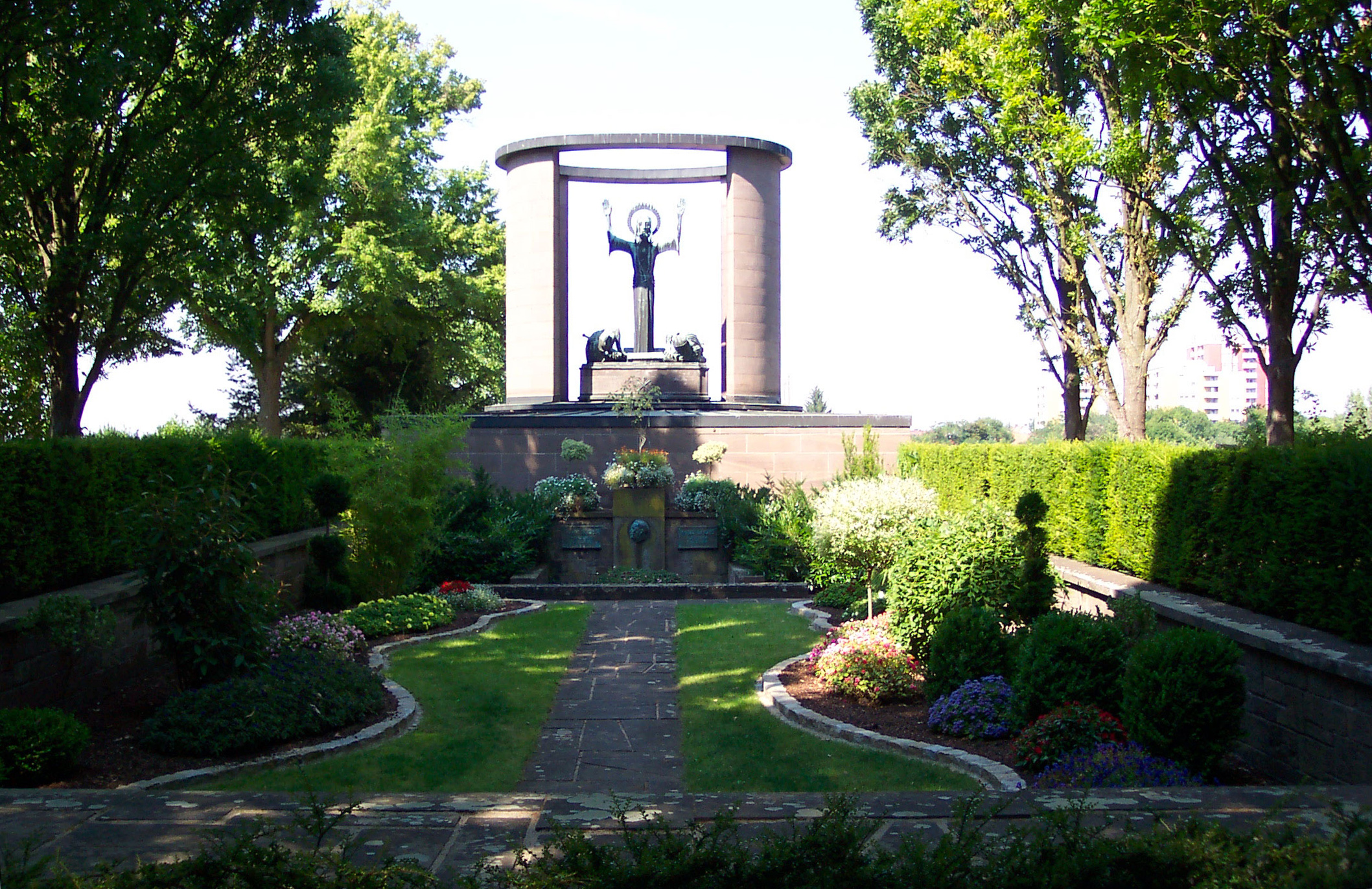
Familiengrab der Sachsauf dem Hauptfriedhof Schweinfurt

Ernst Sachs war der Großvater von Ernst Wilhelm, Gunter und Peter Sachs.